# Sandrine Mainville
Sandrine Mainville (* 20. März 1992 in Boucherville) ist eine kanadische Schwimmsportlerin, spezialisiert auf die kurzen Freistil- und Delfinstrecken. Mit der kanadischen 4-mal-100-Meter-Freistilstaffel gewann sie bei den Olympischen Spielen 2016 die Bronzemedaille.

## Erfolge
Im Aquatics Center der russischen Stadt Kasan belegte sie am 8. August 2015 zusammen mit ihren Mannschaftskollegen Santo Condorelli, Yuri Kisil sowie Chantal van Landeghem in einem knappen Rennen in 3:23,59 min den dritten Platz hinter den USA (mit Ryan Lochte, Nathan Adrian, Simone Manuel und Missy Franklin, 3:23,05 min, Weltrekord) und den Niederlanden (Sebastiaan Verschuren, Joost Reijns, Ranomi Kromowidjojo, Femke Heemskerk, 3:23,10 min).
Drei Tage zuvor sprang für sie als Schlussschwimmerin in der 4-mal-100-Meter-Lagen-Mixedstaffel der 7. Platz heraus und am 2. August mit der 4-mal-100-Meter-Freistilstaffel der Damen als Startschwimmerin der 5. Rang.
Zu ihren größten Erfolgen zählen zudem zwei dritte Plätze mit der kanadischen 4-mal-100-Meter-Freistil- und der 4-mal-100-Meter-Lagenstaffel bei den Commonwealth Games 2014 im schottischen Glasgow.
Bei der Universiade 2013 ebenfalls in Kasan war Mainville Teil der kanadischen 4-mal-100-Meter-Freistilstaffel, die Bronze holte. Über 100 m Freistil wurde sie dort mit persönlicher Bestzeit Vierte.
Beim Schwimm-Weltcup 2013 in Berlin stellte sie über 100 m Freistil einen neuen kanadischen Rekord auf und belegte damit den dritten Platz.